# Šimon Falta
Šimon Falta (Dolní Dobrouč, 23 aprile 1993) è un calciatore ceco, centrocampista dell'Union Wallsee.

## Caratteristiche tecniche
Mediano, può giocare anche come centrocampista esterno su entrambe le fasce.

## Carriera

### Nazionale
L'8 novembre 2017 ha esordito nella nazionale ceca in un'amichevole vinta per 2-1 contro l'Islanda, subentrando nei minuti conclusivi ad Antonín Barák.

## Statistiche

### Cronologia presenze e reti in nazionale
| Cronologia completa delle presenze e delle reti in nazionale ― Rep. Ceca | Cronologia completa delle presenze e delle reti in nazionale ― Rep. Ceca | Cronologia completa delle presenze e delle reti in nazionale ― Rep. Ceca | Cronologia completa delle presenze e delle reti in nazionale ― Rep. Ceca | Cronologia completa delle presenze e delle reti in nazionale ― Rep. Ceca | Cronologia completa delle presenze e delle reti in nazionale ― Rep. Ceca | Cronologia completa delle presenze e delle reti in nazionale ― Rep. Ceca | Cronologia completa delle presenze e delle reti in nazionale ― Rep. Ceca |
| Data                                                                     | Città                                                                    | In casa                                                                  | Risultato                                                                | Ospiti                                                                   | Competizione                                                             | Reti                                                                     | Note                                                                     |
| ------------------------------------------------------------------------ | ------------------------------------------------------------------------ | ------------------------------------------------------------------------ | ------------------------------------------------------------------------ | ------------------------------------------------------------------------ | ------------------------------------------------------------------------ | ------------------------------------------------------------------------ | ------------------------------------------------------------------------ |
| 8-11-2017                                                                | Doha                                                                     | Islanda                                                                  | 1 – 2                                                                    | Rep. Ceca                                                                | Amichevole                                                               | -                                                                        | 87’                                                                      |
| 11-11-2017                                                               | Doha                                                                     | Qatar                                                                    | 0 – 1                                                                    | Rep. Ceca                                                                | Amichevole                                                               | -                                                                        | 62’                                                                      |
| Totale                                                                   |                                                                          | Presenze                                                                 | 2                                                                        |                                                                          | Reti                                                                     | 0                                                                        |                                                                          |